# قطعنامه ۱۲۱۳ شورای امنیت
قطعنامه ۱۲۱۳ شورای امنیت سازمان ملل متحد که در تاریخ ۰۳ دسامبر ۱۹۹۸ تصویب شد، سندی بین‌المللی دربارهٔ بررسی وضعیت آنگولا است. این قطعنامه طی نشست ۳۹۵۱ام با ۱۵ رای موافق، ۰ مخالف و ۰ ممتنع تصویب شد.